# Richoniella leptoniispora
Richoniella leptoniispora är en svampart som beskrevs av Costantin & L.M. Dufour 1916. Richoniella leptoniispora ingår i släktet Richoniella och familjen Entolomataceae.   Inga underarter finns listade i Catalogue of Life.